# Peter Skoronski
Peter Skoronski (Park Ridge, Illinois; 31 de julio de 2001) es un jugador profesional estadounidense de fútbol americano, se desempeña en la posición de offensive tackle en Tennessee Titans, en la National Football League (NFL).

## Carrera
Hizo su debut profesional con el equipo Tennessee Titans, lleva jugando una temporada, comenzó en el 2023.